# Eugen Zintgraff

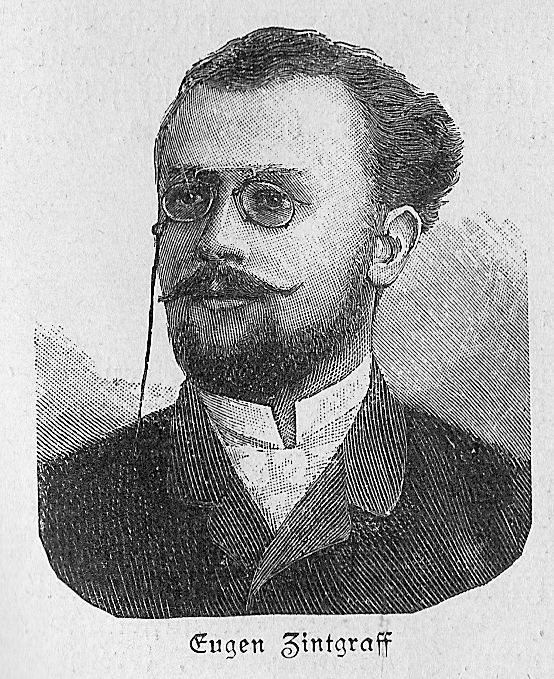
Eugen Zintgraff

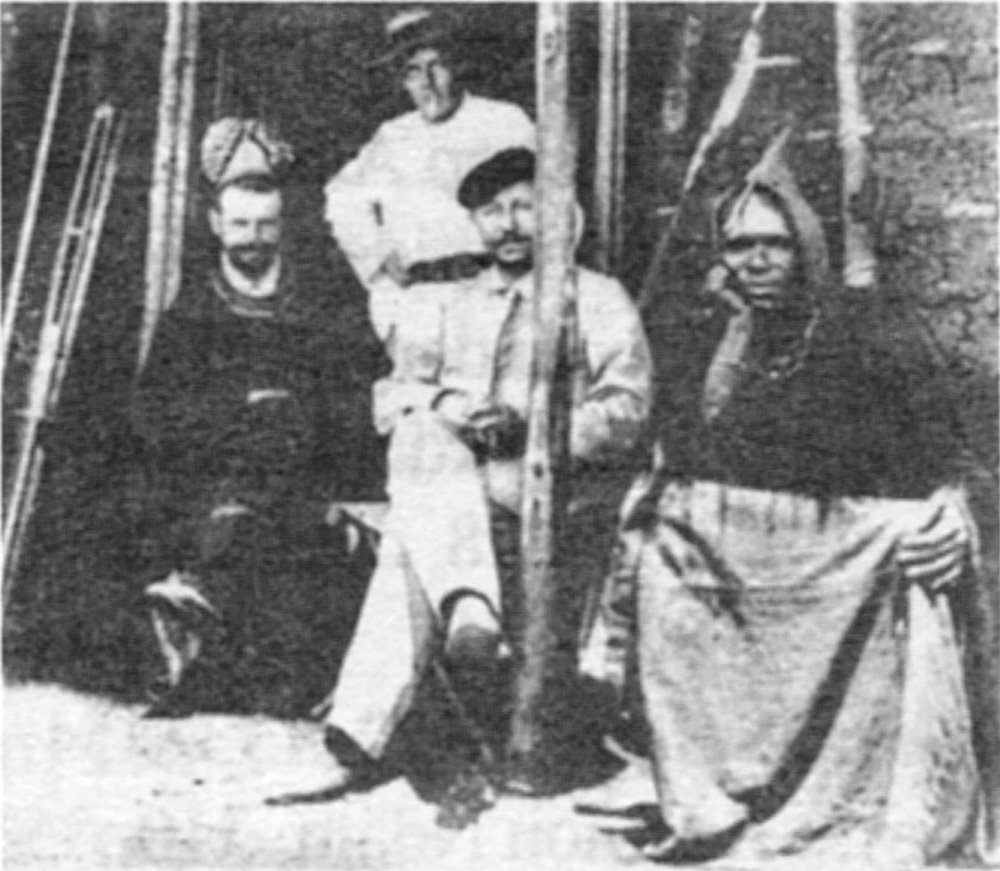
Gustav Conrau, Eugen Zintgraff (m.) und Galega I., Fon von Bali-Nyonga (r.) westlich von Bamenda Kamerun

Eugen Zintgraff (* 16. Januar 1858 in Düsseldorf; † 4. Dezember 1897 auf Teneriffa) war ein deutscher Afrikaforscher und Kolonialpropagandist.

## Leben

Deutsch-Kamerun zur Zeit Zintgraffs mit der Lage Balis (um 1890)

Zintgraff studierte nach dem Besuch des Düsseldorfer Gymnasiums in Berlin, Bonn, Straßburg und Heidelberg, zunächst Rechtswissenschaft, seit 1883 Naturwissenschaften. Seit 1879 war er Mitglied des Corps Suevia Straßburg.
Im März 1884 ging Zintgraff mit einer österreichischen Expedition unter Joseph Chavanne an den Unterlauf des Kongo. Im November 1885 zurückgekehrt, unternahm er im Auftrag des Auswärtigen Amtes im März 1886 seine erste Expedition nach Kamerun. Dort erforschte er mit Karl Zeuner den Lauf des Wouri. Sie gelangten bis zur Stromschnelle Jabassi. Im Norden der Kolonie gründeten sie im Januar 1888 die Station Barombi am Barombi Mbo. Im Verlaufe des Jahres machte Zintgraff noch einige Vorstöße, im Mai nach Batom und im Juli bis zu 6° nördliche Breite und 10° östliche Länge zum Oberlauf des Old Calabar im Land der Banyang.
Im Januar 1889 trat Zintgraff seine berühmte Expedition nach dem Benue an. Als erster Europäer durchbrach er den Urwaldgürtel, der Kamerun vom Binnenland abschloss, und betrat das Hochland von Bali im Grasland Westkameruns, wo er die Station Baliburg anlegte. Ende Mai erreichte er bei Ibi (in Nigeria) den Benue. Später erreichte er Yola und das Hochland von Adamaua.
Zintgraff erholte sich in Deutschland von den Strapazen der Reise, machte sich aber bereits am 20. November 1890 mit einer von der Regierung organisierten Ausrüstung wieder auf den Weg nach Barombi. Er wurde begleitet von Leutnant von Spangenberg und Paul Preuß sowie von dem Kaufmann Gustav Conrau, der einer von der Hamburger Firma Jantzen & Thormählen ausgerüsteten Handelskarawane angehörte.
Von einem missglückten Kriegszug gegen Bafut und Mankon Anfang 1891 kehrte Zintgraff nach Europa zurück. Seine Pläne für weitere Hinterland-Expeditionen hielt der seit April 1891 amtierende Gouverneur Eugen von Zimmerer für Verschwendung. Als sich das Auswärtige Amt auf die Seite des Gouverneurs stellte, verließ Zintgraff enttäuscht den Kolonialdienst. 1893 bis 1894 bereiste er Sansibar, Deutsch- und Portugiesisch-Ostafrika sowie die Goldfelder von Transvaal in Südafrika. 1896 ging er mit Esser erneut in das nördliche Kamerun und beteiligte sich an der Gründung der Westafrikanischen Pflanzungsgesellschaft Victoria (WAPV).
Eugen Zintgraff kehrte krank aus Afrika zurück und starb am 4. Dezember 1897 auf Teneriffa.
Seine Tätigkeit in Kamerun war umstritten. Die Behandlung seiner Träger galt als brutal und brachte ihm die Kritik des Gouverneurs Eugen von Zimmerer und des Kolonialdirektors Paul Kayser ein, die letzterer auch im Reichstag vertrat. Nach der Rückkehr von der Expedition gegen Bafut wurde er vorübergehend mit einem Einreiseverbot nach Kamerun belegt.
Er hinterließ zahlreiche Objekte dem Völkerkundemuseum Berlin.
Zintgraff war Mitglied der Berliner Gesellschaft für Anthropologie, Ethnologie und Urgeschichte.

## Werke
- Nord-Kamerun. Schilderung der im Auftrage des Auswärtigen Amtes zur Erschließung des nördlichen Hinterlandes von Kamerun während der Jahre 1886–1892 unternommenen Reisen. Gebrüder Paetel, Berlin 1895 (online – Internet Archive)